# Dogtooth
Dogtooth (Originaltitel: griechisch Κυνόδοντας Kynodontas;  Alternativtitel: Hundszahn) ist ein griechischer Spielfilm von Giorgos Lanthimos aus dem Jahr 2009. Das Drama handelt von einem Elternpaar, das seine Kinder abgeschottet von der Außenwelt in seinem Haus aufzieht. Dabei vermittelt es den drei Jugendlichen ein verqueres Weltbild.

## Handlung
Auf einem abgelegenen Grundstück und abgeschottet von der Außenwelt lebt ein Paar mit seinem Sohn und seinen beiden Töchtern. Das Anwesen selbst ist großzügig bemessen und umfasst einen Swimmingpool, ist jedoch von einem hohen Zaun umgeben. Die Eltern erziehen ihre Kinder, die keinerlei Kontakt zur Außenwelt haben, mit bizarren Methoden. Beispielsweise wird dem Jungen und den beiden Mädchen mittels Tonbändern die Bedeutung von Wörtern falsch erklärt. So ist das „Meer“ ein Sessel und ein „Zombie“ wird zu einer „kleinen, gelben Blume“. Einen verschollenen Bruder, der angeblich auf der anderen Seite des hohen Zauns verstorben ist, bekommen die Kinder nie zu Gesicht, dennoch denken sie an ihn und werfen sogar Nahrungsmittel für ihn über den Zaun.
Die pubertierenden Jugendlichen vertreiben sich die Langeweile mit teilweise sadistischen Spielen. Der Sohn bekommt regelmäßig Besuch von einer Arbeitskollegin des Vaters, Christina, mit der er Sex hat. Sie bleibt die einzige nicht-familiäre Besucherin. Christina lässt sich von der älteren Tochter – im Gegenzug für einen Haarreif – oral befriedigen. Dabei wird deutlich, dass für alle drei Kinder Sex nichts mit Gefühlen zu tun hat. Die Tochter gibt den Haarreif später ihrer jüngeren Schwester weiter, wobei diese ihr im Gegenzug die Schulter leckt.
Durch einen Trick der Eltern halten die Kinder die Flugzeuge, welche regelmäßig das Haus überfliegen, für Spielzeug. Die Eltern täuschen ein Abstürzen der Flugzeuge vor, indem sie im richtigen Moment unbeobachtet ein Spielzeugflugzeug in den Garten werfen. Als die ältere Tochter eines Tages sieht, wie der Bruder mit ihrem Flugzeug spielt, rächt sie sich später, indem sie ihn mit einem Küchenmesser am Arm verletzt.
Der Vater besucht einen Trainingsplatz für Hunde, um seinen eigenen Hund abzuholen. Der Trainer jedoch verweigert dies, da der Hund noch nicht die höchste Stufe erreicht habe. Er warnt davor, das Training zu früh zu beenden, und fragt: „Wollen wir ein Tier oder einen Freund?“. Der Vater wartet ungeduldig auf die Rückkehr des Hundes und äußert das gegenüber seiner Frau. Als die Ankunft des Hundes kurz bevorsteht, erklärt der Vater seinen Kindern, dass die Mutter schwanger sei und in Kürze „zwei Kinder und einen Hund“ gebäre. Die Geburt der Kinder könne aber verhindert werden, wenn sich das Verhalten der Kinder bessere.
Als eines Tages eine Katze im Garten der Familie auftaucht, sind die Kinder entsetzt und panisch. Dem Sohn gelingt es, das Tier mit einer Heckenschere zu töten. Die Eltern beschließen, dieses Ereignis zu ihrem Vorteil auszunutzen. Der Vater zerreißt daraufhin seine Kleidung, beschmiert sich mit Kunstblut und kehrt aus der Außenwelt zurück, um den Kindern mitzuteilen, dass der Bruder von dieser gefährlichen Kreatur namens „Katze“ getötet worden sei. Daraufhin lehrt der Vater die Mutter und die Kinder, wie sie auf allen vieren und mit lautem Bellen weitere Katzen abschrecken können.
Als Christina wieder einmal die Familie besucht, bittet sie die ältere Schwester, sie wieder zu befriedigen. Das angebotene Haargel lehnt diese ab, interessiert sich aber für zwei Filme auf Videokassetten in Christinas Tasche (Rocky und Der weiße Hai). Christina zögert zuerst, doch als die Tochter sie erpresst, stimmt sie zu und überlässt sie ihr für eine bestimmte Zeit. Die ältere Tochter sieht sich die Filme spätnachts im Wohnzimmer an. Die Filme hinterlassen einen bleibenden Eindruck, da sie später Szenen daraus nachstellt und sie zitiert. Der Vater findet die Filme und bestraft die Tochter, indem er sich eine Videokassette mit Klebeband an der Hand befestigt und das Mädchen damit schlägt. Er besucht anschließend Christina und schlägt sie mit ihrem Videorekorder nieder. Während er geht, verwünscht er ihre zukünftigen Kinder, dass sie „unter schlechten Einfluss“ geraten mögen.
Mitten in der Nacht attackiert die jüngere Schwester das Knie des Bruders mit dem Hammer. Dem hinzukommenden Vater erklärt sie jedoch, eine „Katze mit einem Hammer“ habe dies getan und der Vater akzeptiert diese Geschichte. Da Christina nun nicht länger den Bruder besucht, beschließen die Eltern, dass eine der Töchter ihren Platz einnehmen soll. Der Bruder entschließt sich, nachdem er seine Schwestern mit geschlossenen Augen befühlt hat, für die Ältere. Nachdem die Mutter die Tochter für das kommende Ereignis zurechtgemacht hat, haben die beiden Geschlechtsverkehr, wobei dies der Tochter sichtlich unangenehm ist und sie hinterher eine Passage aus Rocky zitiert.
Am Hochzeitstag der Eltern äußert sich die innere Unruhe der älteren Schwester schließlich dadurch, dass sie beinahe ekstatisch den mit ihrer Schwester einstudierten Tanz vorführt, von den Eltern unterbrochen wird und anschließend ein Dessert verschlingt. Später steht sie im Bad und schlägt sich mit einer Hantel einen Zahn aus. Der Vater hatte einst erklärt, dass die Kinder bereit seien, das Haus zu verlassen, wenn ihnen der „Hundezahn“ (dogtooth) – im Sinne von Eckzahn – ausgefallen sei. Blutverschmiert, aber lächelnd und mit einer Zahnlücke flüchtet sie unentdeckt durch den nächtlichen Garten und versteckt sich im Autokofferraum des Vaters. Dieser entdeckt schließlich das Blut und die Zahnstücke im Waschbecken. Er verlässt das Grundstück und sucht in der Umgebung nach seinem Kind, während die restlichen Familienmitglieder auf allen vieren am Tor knien und wie Hunde bellen. Am nächsten Morgen halten sich der Sohn und die jüngere Tochter umschlungen und küssen sich, während der Vater zur Arbeit fährt, unwissend, dass sich die Tochter an Bord befindet. Er betritt die Firma, während die Tochter im Kofferraum zurückbleibt.

## Kritik
Dogtooth „…ist eine monströse Parabel und ein ausgesprochen politischer Film.“ (Jan Görner: ). Er thematisiert die Konstruktion von Realität: Die in einer luxuriösen Villenanlage abgeschotteten Kinder der Familie haben keine außenstehenden Bezugspersonen und sind völlig auf die Weltsicht und die Erklärungen der Eltern angewiesen. Trotzdem bricht sich ein Teil der außenliegenden Realität in Form der eingeschmuggelten Videokassetten Bahn. Auch ist der Drang, das Außen zu erkunden, nicht zu stoppen: Der Eckzahn (Dogtooth), der mit der Pubertät, dem Loslösen vom Elternhaus interpretiert werden kann und der selbstverständlich nicht auf natürlichem Wege ausfällt, wird in einer gegen sich selbst gerichteten Gewalt ausgeschlagen.
Dabei spielt die Macht der Sprache eine wichtige Rolle. Durch die falsche Erklärung ihnen fremder Begriffe fallen die damit verbundenen Objekte aus der Realität der Kinder. Eine „Autobahn“ existiert nicht mehr, wenn sie erst zum „sehr heftigen Wind“ geworden ist. Die Kinder selbst hingegen tragen keine Namen, denn „[d]as Benennen soll etwas Heiliges bleiben, etwas Unhintergehbares, die Beziehung zwischen Begriff und Gegenstand eine entdeckte Wahrheit mit großem W. Die Namen, die Eltern ihren Kindern geben, entlarven das Benennen aber als das was es ist: Konvention“. Als die ältere Tochter den Film zu sehen kriegt, besteht ihre erste Reaktion dann auch darin, sich einen Namen zu geben.  

„Der sehr getragen inszenierte Film gibt einen verstörenden Einblick in eine dysfunktionale Familie, wobei er sich verdeckt mit den Kontrollmechanismen von Faschismus und Diktaturen auseinandersetzt.“

## Hintergrund
Die Filmpremiere war am 18. Mai 2009 bei den 62. Internationalen Filmfestspielen von Cannes. In Deutschland wurde der Film nur auf DVD veröffentlicht.

## Auszeichnungen
- Oscar 2011: Nominierung in der Kategorie Bester fremdsprachiger Film
- Internationale Filmfestspiele von Cannes 2009: Auszeichnung in der Kategorie Prix Un Certain Regard